# سنگ پیدایش

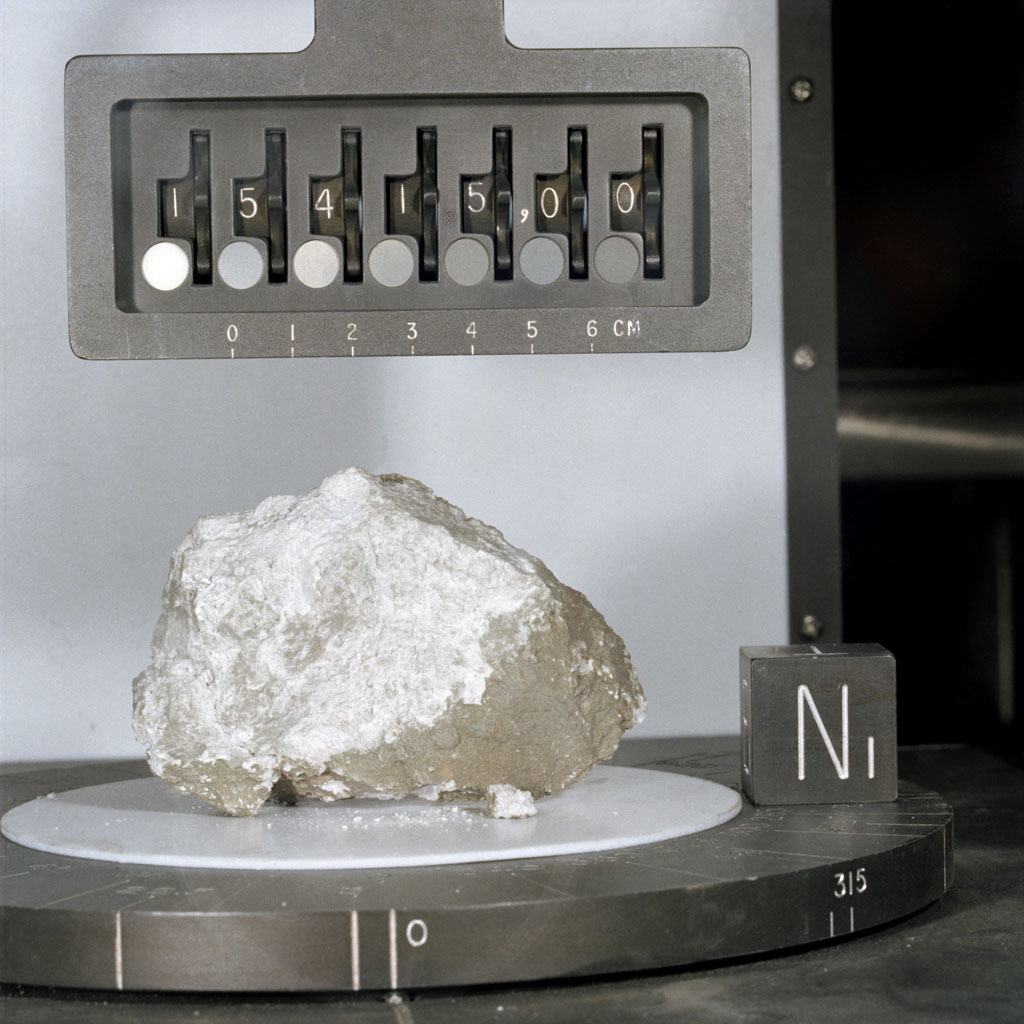
سنگ پیدایش

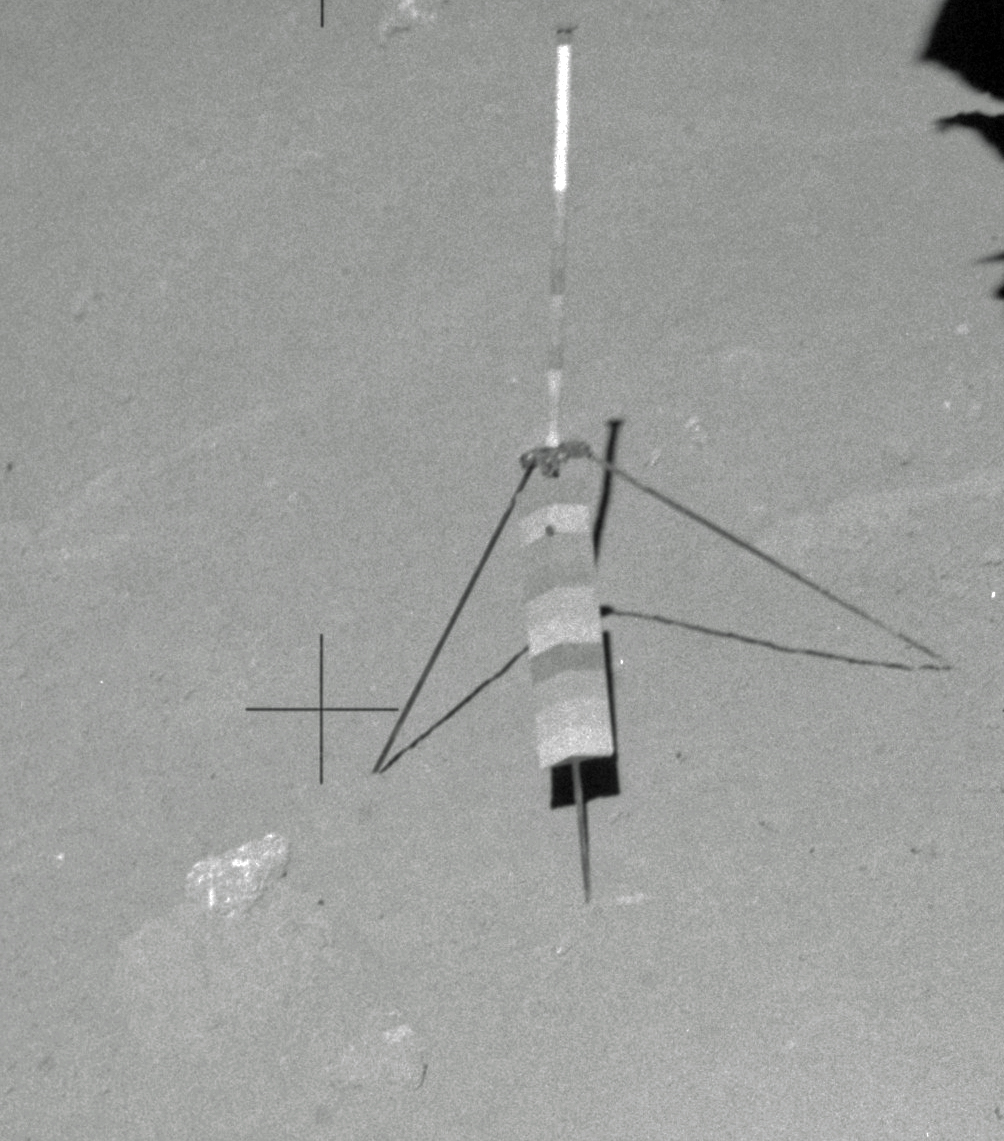
سنگ پیدایش در محل خود در سطح ماه قبل از نمونه برداری (در سمت چپ گنومون که برای مقیاس در عکس‌ها استفاده شده‌است)

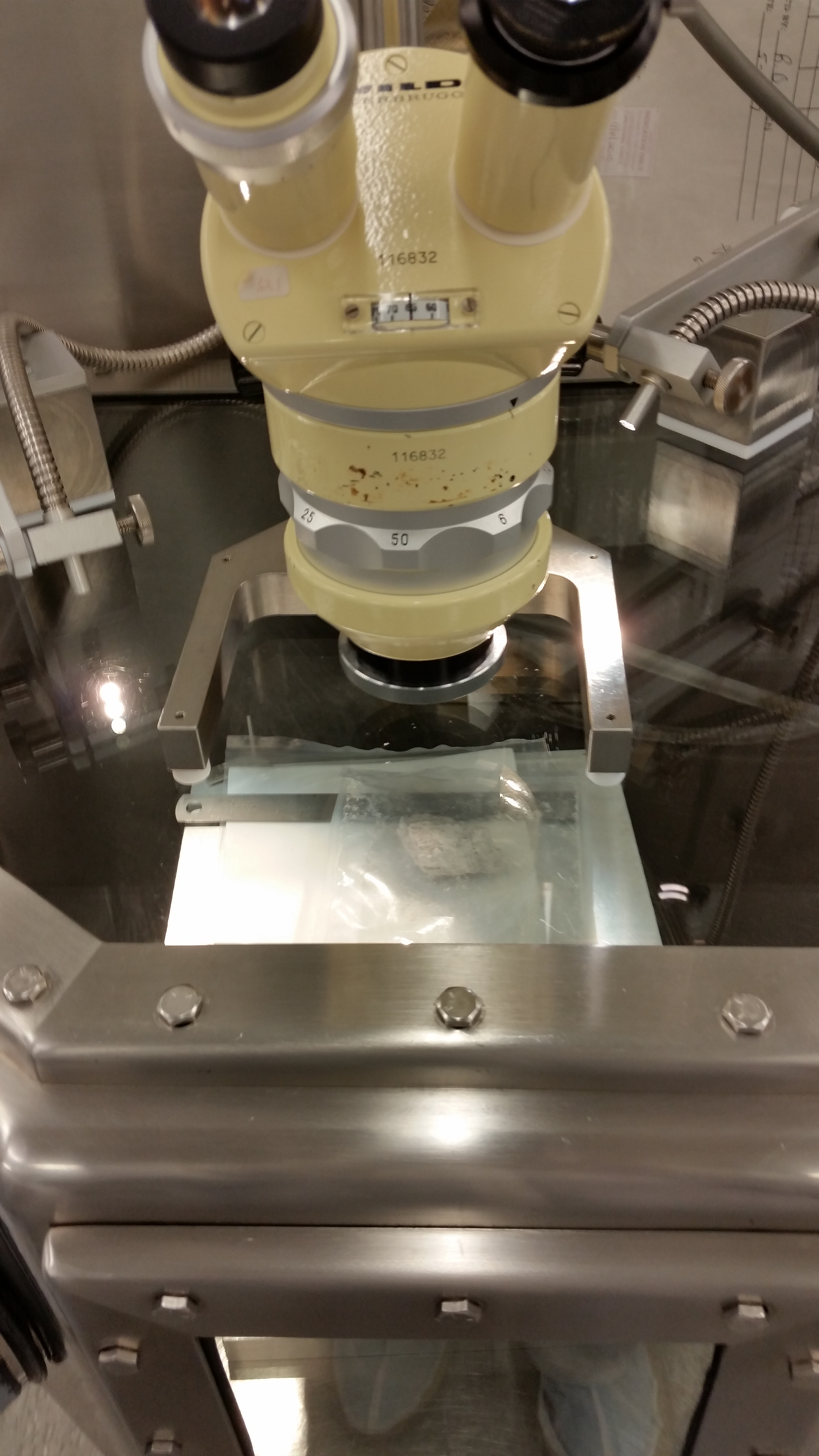
سنگ پیدایش در آزمایشگاه نمونه‌های برداشته‌شده از ماه نمایش داده می‌شود

سنگ پیدایش نمونه ای از سنگ‌های ماه است که توسط فضانوردان آپولو ۱۵، جیمز اروین و دیوید اسکات در سال ۱۹۷۱ نمونه برداری شد و به زمین آورده شد. هم‌اکنون در آزمایشگاه نمونه‌های برداشته‌شده از ماه در هیوستون، تگزاس نگهداری می‌شود. این نمونه شماره ۱۵۴۱۵ است.
تجزیه و تحلیل شیمیایی سنگ پیدایش نشان داد که آنورتوزیت است و بیشتر از نوعی فلدسپات پلاژیوکلاز معروف به آنورتیت تشکیل شده‌است. این سنگ حداقل در ۴ میلیارد سال پیش در مراحل اولیه تشکیل منظومه شمسی شکل گرفته‌است.
در ابتدا تصور می‌شد که فضانوردان قطعه ای از پوسته اولیه ماه را پیدا کرده‌اند، اما تحلیل‌های بعدی نشان داد که این سنگ تنها ۰٫۱ ± ۴/۱ میلیارد سال قدمت دارد، که جوان تر از خود ماه است و نیز پس از جامد شدن پوسته ماه شکل گرفته‌است. هنوز نمونه ای بسیار قدیمی است که در دوره پیشا-نکتاری تاریخ ماه شکل گرفته‌است. تاریخ‌سنجی پیروکسن‌های به‌دست‌آمده از دیگر نمونه‌های آنورتوزیت ماه سن تبلور ساماریوم- نئودیمیوم را برابر ۴٫۴۶ میلیارد سال به‌دست داد.